# Milícia (criminalidade no Brasil)
No contexto da criminalidade brasileira, a partir da década de 2000 e de início no Rio de Janeiro, milícia designa um modus operandi de organizações criminosas formadas em comunidades urbanas de baixa renda, como conjuntos habitacionais e favelas, inicialmente, e que a princípio efetuam práticas ilegais sob a alegação de combater o crime do narcotráfico. Tais grupos se mantêm com os recursos financeiros provenientes da extorsão da população e da exploração clandestina de gás, televisão a cabo, máquinas caça-níqueis, agiotagem, ágio sobre venda de imóveis, etc.
São formadas por policiais, bombeiros, guardas municipais, vigilantes, agentes penitenciários e militares, fora de serviço ou na ativa. Muitos milicianos também são moradores das comunidades e contam com respaldo de políticos e lideranças comunitárias locais. A rápida expansão destes grupos também fizeram muitos criminosos deixar o trafico de entorpecentes para integrar a milícia. Portanto, milícias atuais são formadas tanto por agentes de segurança pública (policiais e militares), agentes políticos locais e moradores das comunidades.
Sob o pretexto de garantir a segurança contra traficantes, os milicianos passaram a intimidar e extorquir moradores e comerciantes, cobrando taxa de proteção. Através do controle armado, esses grupos também controlam o fornecimento de muitos serviços aos moradores. São atividades como o transporte alternativo (que serve aos bairros da periferia), a distribuição de gás e a instalação de ligações clandestinas de TV a cabo.
Segundo o Núcleo de Pesquisas das Violências da Universidade do Estado do Rio de Janeiro, até a operação no Complexo do Alemão e na Vila Cruzeiro, no final de novembro de 2010, as milícias dominavam 41,5% das 1 006 favelas do Rio de Janeiro (contra 55,9% por traficantes, e 2,6% pelas Unidades de Polícia Pacificadora). De acordo com a pesquisa Mapa dos Grupos Armados do Rio de Janeiro, divulgada em 19 de outubro de 2020, na capital fluminense as milícias controlam 41 bairros, onde moram mais de 2 milhões de pessoas. O levantamento indica que o poder dos milicianos já é maior do que o de todas as outras facções criminosas juntas.

## Histórico

### Origens
As milícias existem no Rio de Janeiro desde a década de 1970, controlando algumas favelas da cidade. Um dos primeiros casos conhecidos é o da favela de Rio das Pedras, na região de Jacarepaguá, onde comerciantes locais se organizaram para pagar policiais para que não permitissem que a comunidade fosse tomada por traficantes ou outros tipos de criminosos, em 1979.
No início do século XXI, estes grupos paramilitares começaram a competir pelas áreas controladas pelas facções do tráfico de drogas. Em dezembro de 2007, segundo relatos, as milícias controlavam 92 das mais de 300 favelas cariocas.

### Expansão
Os primeiros relatos sobre a expansão recente e repentina das forças milicianas descreviam a milícia como uma forma de segurança alternativa, por oferecer às favelas a oportunidade de se livrar da dominação das facções do tráfico. A ação das milícias começou a ser relatada na imprensa brasileira em 2005, quando o jornal O Globo denunciou grupos que cobravam pela segurança, marcando símbolos de trevos de quatro folhas, pinheiros, entre outros, nas casas dos clientes, de forma a demonstrar quais destas moradias estariam protegidas por cada grupo. 
O termo milícias foi cunhado pela jornalista e repórter investigativa Vera Araújo ao escrever uma matéria que revelou a atuação de tais grupos paramilitares na região de Jacarepaguá, no Rio de Janeiro, que extorquiam dinheiro de moradores. Pela reportagem, Vera Araújo ganhou o Prêmio Especial Tim Lopes de Jornalismo Investigativo em 2009.
Ainda hoje, este tipo de marcação ocorre nas favelas controladas por milicianos, prestando um serviço que, teoricamente, deveria ser oferecido pelo Estado devido ao pagamento de impostos.
De início, muitas pessoas das favelas deram o seu apoio, chegando a eleger líderes de milícias a importantes cargos políticos, como os de vereador e deputado. Comentaristas dos meios de comunicação, políticos e até o então prefeito da cidade, César Maia, também apoiaram os grupos de milícias. César Maia, inclusive, chegou a chamá-las de "autodefesas comunitárias" e um "mal menor que o tráfico".
Entretanto, não tardaria para que emergissem histórias nas favelas mudando essa imagem positiva. As milícias acabaram tomando conta dos lugares com violência e, depois, sustentavam sua presença através da exigência de pagamentos semanais dos moradores para manter a segurança. Além disso, como as facções do tráfico, os milicianos começaram a impor toques de recolher e regras rígidas nas comunidades, sob pena de castigos violentos em caso de descumprimento e atuando com suas próprias regras e julgamentos.

### Ataques de dezembro de 2006
Entre 27 e 31 de dezembro de 2006, facções do tráfico lançaram uma série de ataques contra alvos da polícia, civis e até do governo em toda a cidade, em represália ao avanço das milícias. Os traficantes incendiaram ônibus e jogaram bombas em edifícios públicos. Dezenove pessoas foram mortas, sendo dez civis, dois policiais e sete criminosos. Em um incidente, traficantes mataram sete pessoas quando incendiaram o ônibus em que viajavam. Dois passageiros morreram mais tarde no hospital devido à gravidade de suas queimaduras e outros 14 ficaram seriamente feridos. A polícia prendeu três homens e confiscou armas de fogo, granadas e munições. A polícia fluminense reagiu da mesma forma, matando mais de cem suspeitos pelos ataques.

### Repercussão
A partir de então, o governo estadual empossado em 1º de janeiro de 2007 liderado pelo governador Sérgio Cabral reconheceu a crescente ameaça das milícias ao poder do estado. O secretário de Segurança Pública do Estado, José Mariano Beltrame, e o chefe da Polícia Militar confirmaram sua existência e iniciaram investigações dos policiais suspeitos de envolvimento em atividades ilegais ligadas a essas milícias.
O governador Cabral declarava, em fevereiro daquele ano, que, independente de haver um mandado de prisão, prenderia qualquer cidadão ligado a poderes paralelos como o tráfico e as milícias. O governo anterior, de Rosinha Garotinho, não reconhecia a existência dos grupos paramilitares.
Na época, a polícia e o Ministério Público (Brasil) diziam que a filiação a uma milícia não constituía delito criminal de acordo com a lei brasileira, o que não permitia processar as milícias como um grupo.

### Expansão para outros estados
Em 2016, a ação de milicianos já havia se expandido para outros estados além do Rio de Janeiro. Foi identificada a ocorrência do fenômeno em Pará, São Paulo, Bahia, Ceará, Minas Gerais, Goiás, Mato Grosso, Mato Grosso do Sul e outros estados brasileiro.

## Cronologia

### 2007
Em janeiro de 2007, milicianos travaram uma guerra com traficantes na favela Cidade Alta, em Cordovil, ocorrendo até denúncias que o grupo paramilitar recebeu apoio de um caveirão da Polícia Militar do Estado do Rio de Janeiro para invadir a comunidade. Em 4 de fevereiro, os milicianos chegaram a ocupar a favela, a qual, três dias depois, foi retomada pelos traficantes do Comando Vermelho, liderado pelo Mineiro da Cidade Alta.
Entre dezembro de 2007 e março de 2008, a milícia matou 5 traficantes no Morro do Dezoito, entre Quintino Bocaiúva e Água Santa, ao tentar invadir a favela. Um cinegrafista amador mandou imagens para a Rede Globo de um grupo de homens vestidos de preto, supostamente milicianos, de vigília no Cruzeiro de Água Santa, no alto da favela, logo após a ameaça de que traficantes tentariam retomar o controle da favela. Desde então, diversos confrontos ocorreram na favela, que está sendo disputada entre os milicianos e traficantes do Comando Vermelho. Neste mesmo período, famílias chegaram a ser expulsas de casa e espancadas na favela da Palmeirinha, em Guadalupe, onde milicianos mataram pelo menos quatro pessoas.

### 2008
Em maio de 2008, num dos episódios mais violentos, milicianos que controlavam a favela do Batan, em Realengo, sequestraram e torturaram um grupo de jornalistas do jornal O Dia que estavam disfarçados morando na favela há 14 dias para fazer uma reportagem sobre a atuação desse grupo paramilitar. Os jornalistas ficaram 7 horas sob o poder dos milicianos, mas foram libertados com vida, por medo de excesso de atenção da mídia (como ocorrera no caso do jornalista Tim Lopes). A identidade das vítimas permanece em segredo — com exceção do fotojornalista Nilton Claudino, que revelou ser uma delas em matéria publicada na revista piauí em agosto de 2011. Entre os envolvidos, foram citados dois políticosː um deputado estadual (apelidado pelos companheiros milicianos de Coronel) e seu filho, um vereador. Estes seriam, supostamente, Coronel Jairo e seu filho, Dr. Jairinho.
Também em maio de 2008, milicianos travam uma guerra com traficantes da favela Kelson, na Penha, que resultou em quase 10 mortos. Até moradores da favela foram ameaçados, tendo o presidente da associação de moradores da comunidade sido sequestrado e nunca mais sido visto novamente. Neste mesmo mês, foi morto o delegado titular na investigação da ação das milícias na favela Kelson. Ele teria sido seguido até um supermercado no Recreio dos Bandeirantes, bairro onde morava, onde desceu do carro para tomar um café e foi morto com um tiro na nuca na entrada do estabelecimento.
Em 20 de agosto de 2008, ocorreu o massacre na Carobinha, onde morreram inúmeros inocentes. O massacre foi atribuído a milicianos, que estariam tentando culpar os traficantes e, assim, fortalecer politicamente a candidatura da filha do vereador Jerominho.
Em 5 de outubro, uns dos líderes do Comando Vermelho, Mineiro da Cidade Alta, líder do tráfico de drogas na favela da Cidade Alta, no bairro Cordovil, acusado de inúmeros assassinatos de milicianos, é finalmente morto.

### 2009–presente
- O ano de 2009 é o ano da Liga da Justiça ser notícia, liderada pelo policial Jerominho, cujo símbolo é o personagem Batman, com prisões de membros e avanços da milícia na zona sul do Rio de Janeiro.

2010
Os milicianos e traficantes de drogas foram expulsos quando as unidades de polícia pacificadora começaram ser instaladas em regiões dominadas por eles. A ação das milícias no Rio de Janeiro é retratada em detalhes pelo filme Tropa de Elite 2.
2011
Em 2011 a juíza Patrícia Acioli foi assassinada por milicianos que estavam sendo julgados por ela. O caso teve repercussão na imprensa mundial.

2012
No dia 28 de setembro de 2012, foi publicada, no Diário Oficial da União (DOU), a lei que tipifica como crime a formação de milícia ou de organização paramilitar (Lei 12 720, de 2012), sancionada pela presidente Dilma Rousseff. O texto da lei, aprovada pelo Congresso Nacional do Brasil, prevê pena de reclusão de quatro a oito anos para quem constituir, organizar, integrar, manter ou custear organização paramilitar, milícia particular, grupo ou esquadrão com a finalidade de praticar crimes previstos no Código Penal. A pena poderá ser maior se um crime como homicídio for cometido por milícias sob o pretexto de prestar serviço de segurança. Nesse caso, a pena pode ser aumentada de um terço até a metade. O projeto PLC 137/2008 que originou a lei é de autoria do deputado Luiz Couto (Partido dos Trabalhadores-Paraíba). Em 2018, a Polícia Civil do Rio Grande do Sul recuperou três condomínios do Minha Casa, Minha Vida, que estavam sob o poder de traficantes e usavam um sistema de controle semelhante ao de milícias.

## Milicianos na política
Diversos políticos do Rio de Janeiro são notórios milicianos. Dois vereadores cariocas chegaram a ser presos em 2007 e 2008 por ligações com os grupos paramilitares: Nadinho de Rio das Pedras e Jerominho. Além disso, o irmão de Jerominho, o ex-deputado estadual Natalino José Guimarães, também acusado de integrar uma milícia, foi preso em flagrante após trocar tiros com policiais em sua casa, na Zona Oeste do Rio. Sua prisão foi mantida pela Assembleia Legislativa do Rio de Janeiro. O parlamentar renunciou no fim do ano de 2008 para escapar de um processo de cassação que levaria à perda de seus direitos políticos.
Em 2008, foi instalada a comissão parlamentar de inquérito das milícias na Assembleia Legislativa do Estado do Rio de Janeiro, presidida pelo deputado estadual Marcelo Freixo. Diversos políticos foram intimados a depor diante desta CPI, sendo acusados de envolvimento com milicianos, entre os quais os vereadores/candidatos a vereador Nadinho de Rio das Pedras, Cristiano Girão, Deco e Doen, além da deputada Marina Maggessi e do deputado e ex-secretário de segurança Marcelo Itagiba.
A filha de Jerominho, Carminha Jerominho, do Partido Trabalhista do Brasil, após ter sido presa e levada para um presídio de segurança máxima, acabou libertada pela justiça e pôde assumir a vaga de vereadora. Carminha foi eleita com 22 049 votos, apesar de a imprensa e as investigações acusarem ela de ser uma das envolvidas.

## Facções
Assim como o tráfico, as milícias também possuem suas facções. Uma das mais conhecidas é a Liga da Justiça. Em 2018, foi apontado pelo delegado Cláudio Ferraz que diversas facções menores, surgidas a partir da Liga da Justiça, pagariam a ela uma porcentagem dos seus lucros.
Milícias historicamente conhecidas como rivais da Liga da Justiça teriam sido, segundo as investigações, o Comando Chico Bala, além do grupo comandado por Jorge Babu.
Há ainda a milícia chamada Escritório do Crime, que atua na zona oeste do município do Rio de Janeiro e que surgiu da exploração imobiliária ilegal em atividades como grilagem, construção, venda e locação ilegal de imóveis.